# Sky Documentaries
Sky Documentaries è un canale televisivo tematico italiano di proprietà del gruppo Sky Italia dedicato ai documentari d'inchiesta, di approfondimento giornalistico, biografico e di attualità su personaggi del mondo dello spettacolo, della cultura, dello sport e della storia contemporanea. Sintonizzato sulle numerazioni 120, 402 e 403, è visibile all'interno del pacchetto "Sky TV" con "Sky HD", su Sky Go e Now. Il canale è diretto da Roberto Pisoni.

## Storia
Le trasmissioni del canale sono partite il 1º luglio 2021, in contemporanea con Sky Nature, Sky Investigation e Sky Serie, con la nona stagione de Il testimone.
Dal 1° luglio 2025, la versione timeshift non è più disponibile sul canale 121 a causa dell'arrivo del canale Sky Adventure.